# 深澤雅貴

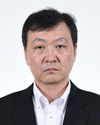
防衛装備庁ウェブページより

深澤 雅貴（ふかさわ まさき、1965年（昭和40年）5月27日 - ）は、日本の防衛官僚。防衛省大臣官房審議官、統合幕僚監部総括官、防衛省地方協力局長等を経て、防衛装備庁長官。

## 来歴・人物
山梨県笛吹市出身。駿台甲府高等学校を経て、1988年中央大学法学部卒業、防衛庁入庁。1995年厚生省生活衛生局指導課課長補佐。2014年内閣官房内閣参事官。2016年防衛省東北防衛局長。2018年から防衛省大臣官房審議官として、イージス・アショアの秋田県や山口県への配備計画を担当したが、2019年に報告書にミスが発覚したことを受け、秋田県議会と秋田市議会の全員協議会で謝罪し説明を行った。同年防衛省大臣官房サイバーセキュリティ・情報化審議官。2023年防衛装備庁長官。

## 略歴
出典：
- 1988年：防衛庁入庁 装備局管理課
- 1993年4月：経理局会計課予算・決算班部員[10]
- 1993年7月：防衛庁教育訓練局割ll練課部員
- 1995年7月：厚生省生活衛生局指導課課長補佐
- 1997年7月：防衛庁運用局指揮通信課部員
- 1999年7月：防衛庁運用局運用企画課研究班長
- 2000年6月：防衛庁運用局運用企画課総括班長
- 2001年：防衛庁長官官房文書課部員
- 2003年：防衛庁運用局運用企画課部員
- 2005年：自衛隊群馬地方連絡部長
- 2006年：群馬地方協力本部長
- 2006年：運用企画局事態対処課国民保護・災害対策室長
- 2007年：大臣官房文書課法令審査官
- 2009年：大臣官房参事官
- 2010年：経理装備局航空機課長
- 2012年：南関東防衛局企画部長
- 2014年：内閣官房内閣参事官
- 2016年：東北防衛局長
- 2018年：大臣官房審議官
- 2019年：大臣官房サイバーセキュリティー・情報化審議官
- 2021年：統合幕僚監部総括官
- 2022年：防衛省地方協力局長
- 2023年：防衛装備庁長官